# 切爾沃納巴爾卡 (巴文科伏區)
49°13′2″N 36°40′2″E / 49.21722°N 36.66722°E
切爾沃納-巴爾卡（烏克蘭語：Червона Балка）是位於烏克蘭東部的村莊，由哈爾科夫州伊久姆區的巴爾溫科韋市鎮負責管轄。該村始建於1920年，面積0.52平方公里，海拔高度166米，2001年人口225，人口密度每平方公里430.2人。